# Опасно безобразна
Опасно безобразна је дебитантски студијски албум српског и црногорског поп певача и музичког продуцента Николе Буровца, издат 2007. године за Лимарк лтд. На албуму се налазе два дуета Маслине и вино са Тамаром Тодевском и Нека те нека са словеначком певачицом Тањом Жагар. Снимљени су музички спотови за Нека те, Неверна и Опасно безобразна. Музику за већину песама компоновао је сам певач, а текстове угалвном писала Цеца Славковић.

## Списак песама
| №   | Назив                   | Текст                   | Музика          | Трајање |  |
| 1.  | Маслине и вино          | Цеца Славковић          | Никола Буровац  | 3:36    |  |
| 2.  | Опасно безобразна       | Цеца Славковић          | Никола Буровац  | 3:51    |  |
| 3.  | Нека те                 | Цеца Славковић          | Никола Буровац  | 3:07    |  |
| 4.  | Неверна                 | Јелена Живановић        | Зоран Живановић | 3:07    |  |
| 5.  | Кад полудим као пре     | Цеца Славковић          | Никола Буровац  | 4:05    |  |
| 6.  | Најбоља                 | Никола Буровац          | Никола Буровац  | 3:28    |  |
| 7.  | Ко ноћас те љуби        | Никола Буровац          | Никола Буровац  | 3:26    |  |
| 8.  | Последњу лаж ти праштам | М. Илић                 | М. Илић         | 4:12    |  |
| 9.  | Нисам као ти            | Никола Буровац          | Никола Буровац  | 3:05    |  |
| 10. | Соло ту                 | М. Амиџић, Марко Ванузи | Никола Буровац  | 4:02    |  |